# Старохвалинський
Старохва́линський (рос. Старохвалынский, башк. Иҫке Хвалын) — хутір у складі Кугарчинського району Башкортостану, Росія. Входить до складу Новопетровської сільської ради.
Населення — 12 осіб (2010; 10 в 2002).
Національний склад:
- росіяни — 100%